# Савин, Виктор Степанович
Виктор Степанович Савин (1921—1965) — красноармеец Рабоче-крестьянской Красной Армии, участник Великой Отечественной войны, Герой Советского Союза (1943).

## Биография
Виктор Савин родился 17 ноября 1921 года в селе Темгенево (ныне — Сасовский район Рязанской области). После окончания семи классов школы работал на лесозаводе. Весной 1941 года Савин был призван на службу в Рабоче-крестьянскую Красную Армию. С начала Великой Отечественной войны.
К сентябрю 1943 года красноармеец Виктор Савин был понтонёром 19-го отдельного моторизованного понтонно-мостового батальона 7-й гвардейской армии Степного фронта. Отличился во время битвы за Днепр. 28 сентября 1943 года Савин на понтоне переправил стрелковый взвод на остров в районе села Солошино Кобелякского района Полтавской области Украинской ССР. Когда остров был взят, он переправил передовой отряд на западный берег. После ожесточённых боёв на плацдарме понтонёры два раза пытались доставить подкрепление на него, однако оба раза понтоны тонули. На третий раз понтон, который вёл Савин, сумел добраться до плацдарма, высадить подкрепление и забрать раненых. Только за одну ночь он совершил семнадцать рейсов. Во время последнего из них понтон получил пробоину, однако Савину удалось вручную дотянуть его до восточного берега. Заделав пробоину на восточном берегу, Савин вновь направился к западному берегу.
Указом Президиума Верховного Совета СССР от 20 декабря 1943 года за «успешное форсирование Днепра, прочное закрепление плацдарма на его западном берегу и проявленные при этом отвагу и геройство» красноармеец Виктор Савин был удостоен высокого звания Героя Советского Союза с вручением ордена Ленина и медали «Золотая Звезда» за номером 1510.
После окончания войны Савин был демобилизован. Проживал и работал в Сасово. Скоропостижно скончался 12 декабря 1965 года, похоронен в Сасово.
Был также награждён рядом медалей.
В честь Савина названа улица в Сасово.